# Дугина (деревня)
Дугина — упразднённая деревня в Коркинском сельском поселении Упоровского района Тюменской области России. В 1967 года вошла в черту села Коркино.

## География
Располагалась на правом берегу реки Тобола, на расстоянии 500 м от села Коркино

## Историческая справка
По переписи 1689 года, на реке Тоболе недалеко друг от друга стояли две деревни Коркино. Первая Коркино существует до сих пор, вторая Коркино просуществовала недолго, в переписи 1710 и 1719 годов её нет. На месте второй деревни Коркино возникла деревня Дугина, которая впервые упоминается в переписи 1749 г. 
Деревня Дугина расстояние от оной слободы (Усть-Суерской) десять верст, которая построена над рекой Тоболом, в ней имеется дворового строения семнадцать дворов. Крестьян от 16 до 50 лет 31 человек. ...
И при оной деревне городового строения надолб рогаток и рву не имеетца. Оная деревня состоит за Тоболом рекой, в которой деревне принадлежит городовое строение построить.
Основали деревню Дугина два брата-старовера Изъедугины (Дугины), Иван Семенович (1707-?) и Софрон Семенович (1709-?) родом из деревни Слатская Мехонской слободы Шадринского уезда.
С 1749 относилось к Усть-Суерской слободе, с 1795 в составе Поляковской волости, с 1884 — Коркинской волости, с 1919- Коркинского сельсовета.
- В 1912 году в деревне была 10 ветряных мельниц, 1 водяная мельница, маслодельня, кузница.[1]
- В 1929 г образован колхоз «Животновод», в 1950 году объединился с колхозом «Буденовец». Лаборешных Яков Архипович был первым председателем колхоза «Животновод».[1]
- Деревня Дугина слилась с Коркино в 1967 году.

## Население
| 1782 | 1816 | 1834 | 1858 | 1903 | 1926 |
| 144  | 183  | 231  | 335  | 429  | 586  |